# Pietro Ruffo (plasticien)
Pour les articles homonymes, voir Ruffo.
Pietro Ruffo, né en 1978 à Rome, est un artiste et céramiste italien d'art contemporain.

## Biographie
Pietro Ruffo naît en 1978 à Rome. Il étudie l'architecture dans sa ville natale.
En 2005, il se rend à Beslan, en Russie, pour travailler avec les enfants qui ont survécu au massacre de leur école locale par les rebelles tchétchènes. Pietro Ruffo travaille également sur d'autres projets publics, notamment une proposition de sculpture pour Ground Zero, un projet à l'hôpital psychiatrique de Colmar, et à des ateliers artistiques avec des enfants défavorisés. 
Lauréat du prix du Caire en 2009 et du prix de New York en 2010, des expositions individuelles et collectives le concernant figurent dans des musées et des fondations. Maria Grazia Chiuri, ancienne directrice de création de Valentino, l'a choisi il y a deux ans pour la mise en scène de Memorabilia, le défilé-événement du cinquantième anniversaire de la maison de couture romaine de la place Mignanelli.

## Travail
Pour construire ses micro-architectures de papier, il utilise des scalpels et des épingles.

## Citation
Manon Garrigues dans Vogue écrit de lui : « Dans ses peintures, dessins, aquarelles et autres installations digitales, Pietro Ruffo croise les inspirations et les époques en mixant impressions vieillies style XIXe siècle et éléments modernes. Un peintre à l'univers dépaysant et multiple qui a profondément inspiré Maria Grazia Chiuri pour le prochain défilé Dior haute couture, qui pourrait être une belle promesse d'évasion, à l'exemple du travail de Pietro Ruffo. ».

## Expositions

### Solos
- 1998 : Air terminal, Ostiense, Rome[1].
- 2008 : Testori, Londres[1].
- 2011 : Di Meo, Paris[1].

### Collective
- 2001 : galerie d'Art Moderne, Sendai, Japon[1].